# Utrechtse kabouter

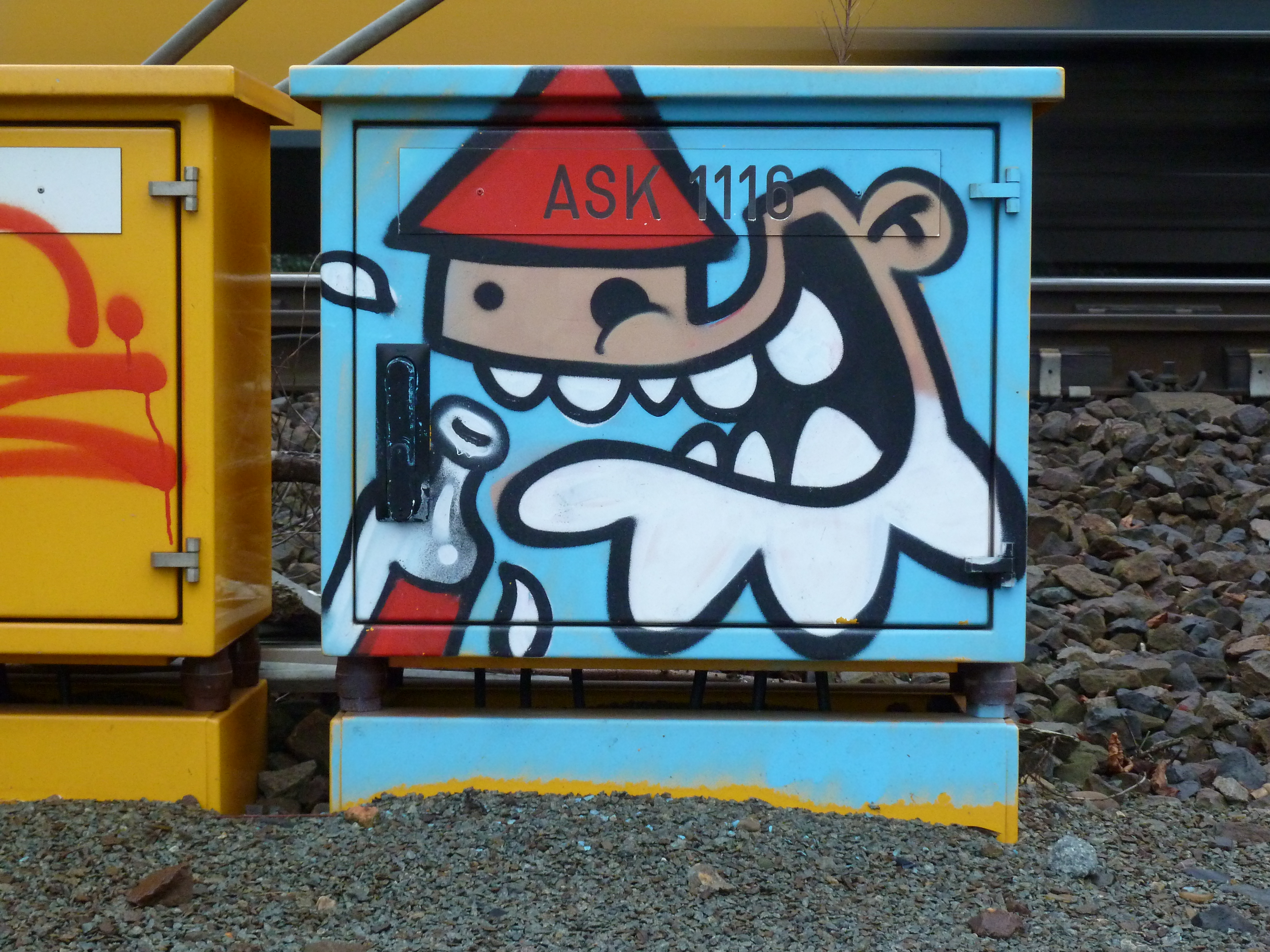
Kabouter met fles, Noordsepark

De Utrechtse kabouter of KBTR is een graffitifiguur die vooral voorkomt in de omgeving van Utrecht. De kabouters verschenen ongeveer vanaf 2000 kleinschalig als illegale graffiti in het straatbeeld en langs het spoor. Vanaf 2006 nam het aantal meldingen van gesignaleerde kabouters sterk toe. 
De kabouter is gestileerd getekend en heeft meestal een rode puntmuts op. Hij heeft opvallende tanden en vaak een boze blik. Zijn baard loopt in 4 punten uit. Hij heeft korte benen en kleine teentjes en kan andere gedaantes aannemen zoals een zwijn, een duivel, een skelet of een robot. Hij wordt afzonderlijk afgebeeld of als onderdeel van een groter graffitiwerk. In een muurschildering in de Watervogelbuurt uit 2007 met de slogan Drop Hearts Not Bombs en ter herinnering aan de kap van 465 bomen in Amelisweerd 25 jaar eerder, stonden kabouters afgebeeld als paratroepers die aan parachutes neerdaalden terwijl ze harten vasthouden (inmiddels is deze tekening verwijderd). Er zitten soms surrealistische elementen in de tekeningen. In een piece is tot aan de horizon een massa kabouters afgebeeld, waar enkel de Domtoren boven uitsteekt. In andere tekeningen drinkt, snuift of spuit hij zelf graffiti.
Leon Giesen besteedde aandacht aan de kabouter in zijn theaterstuk Genomineerd (2010) over mensen die de wereld zonder gewin fraaier maken. Straatnieuws en website De Nieuwe Utrechter verzamelen vanaf 2011 foto's van kaboutergraffiti voor de website en een bijlage en serie van foto van de maand in Straatnieuws. EenVandaag interviewde de maker van de kabouters en noemde hem de Utrechtse Keith Haring. Nadat een kaboutergraffiti de achtergrond vormde van een shot van 20 seconden in de film Doodslag kwam de kabouter in 2012 vaker op een legale manier naar buiten: er was in juni een expositie in dB's, waarbij ook een documentaire vertoond werd van Sjors Swierstra en Sara Plat. De documentaire werd ook vertoond in AVRO Kunstuur en op het Amsterdam Street Art Festival. Op het hoesje van het debuutalbum van DJ DNA stond een kabouter en er werd het boek KBTR De Utrechtse Kabouter van 160 bladzijden uitgegeven, dat gepresenteerd werd op 27 oktober in een kledingwinkel met muziek van DJ DNA en een afterparty in het ACU. De kabouter vulde de voorpagina van Straatnieuws en er was een artikel van vier pagina's in het blad. In 2014 deed KBTR mee aan een muurschildering op de Meelfabriek in Leiden in opdracht van Museum De Lakenhal en in 2015 werd een muurschildering in TivoliVredenburg onthuld door de wethouder. Afbeeldingen van KBTR werden opgenomen in de collectie van Het Utrechts Archief. Een documentaire kwam in 2019 in de bioscoop.

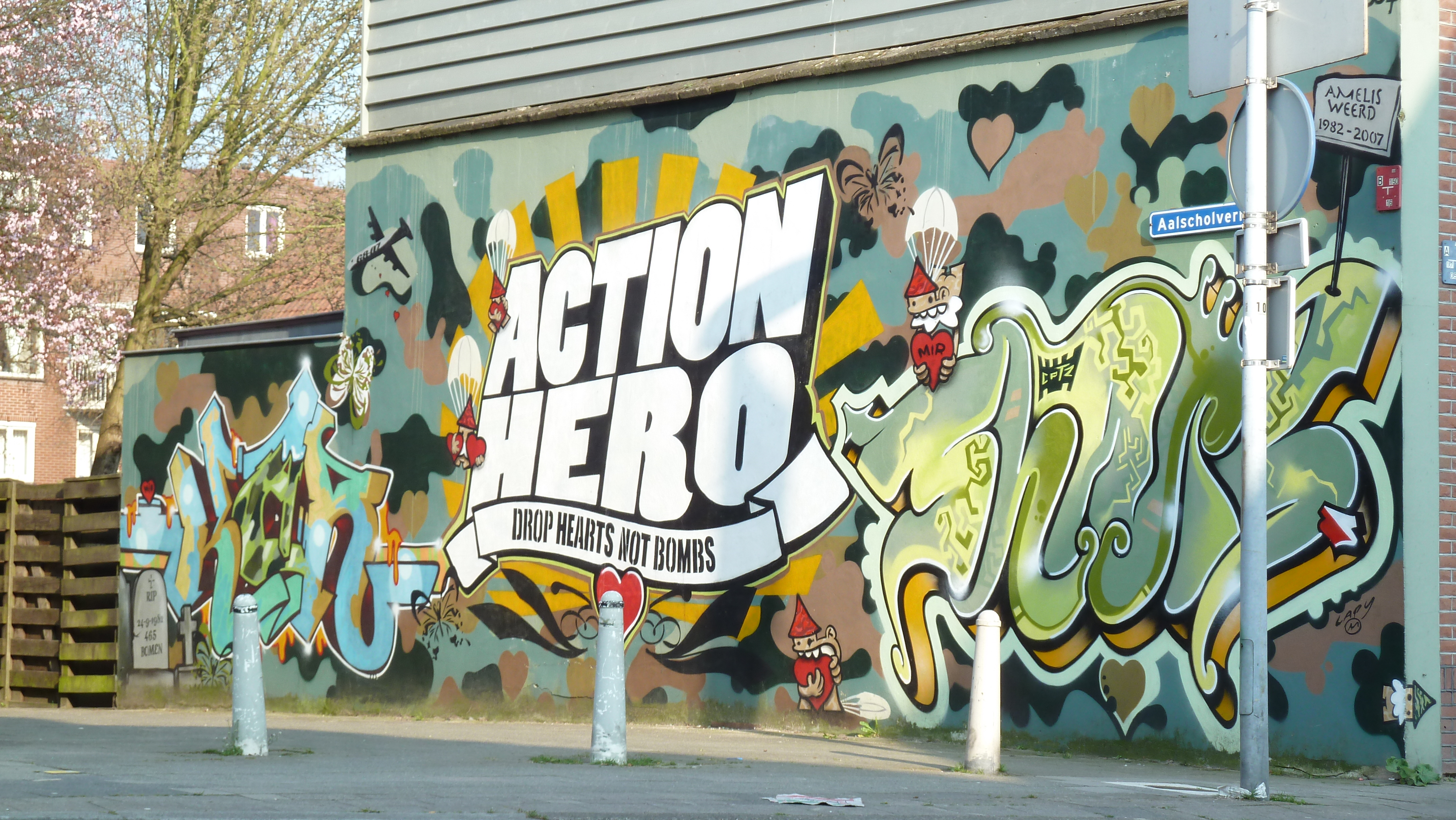
Drop Hearts Not Bombs, Aalscholverhof, 2007
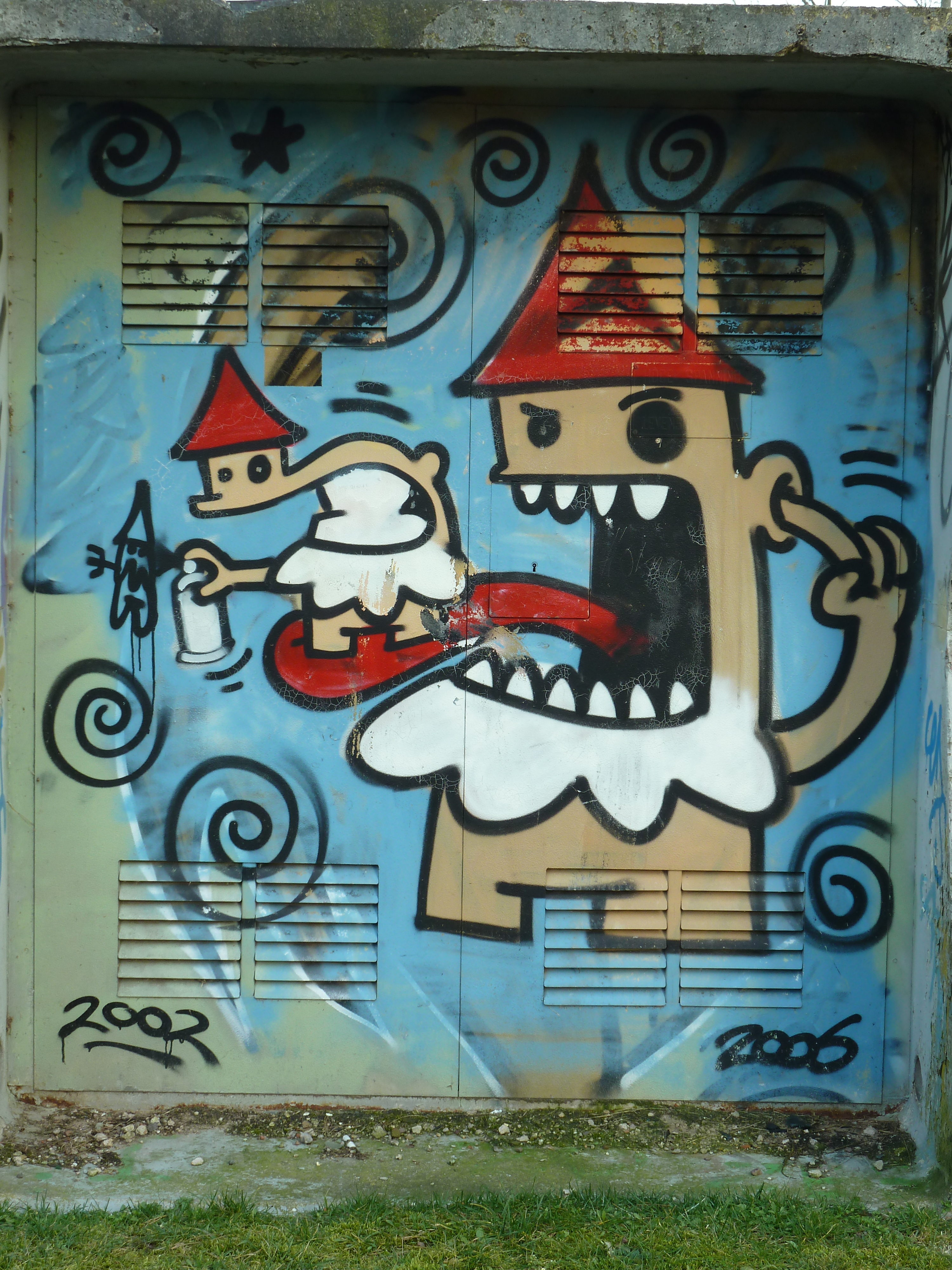
Meervoudige kabouter, Griftpark
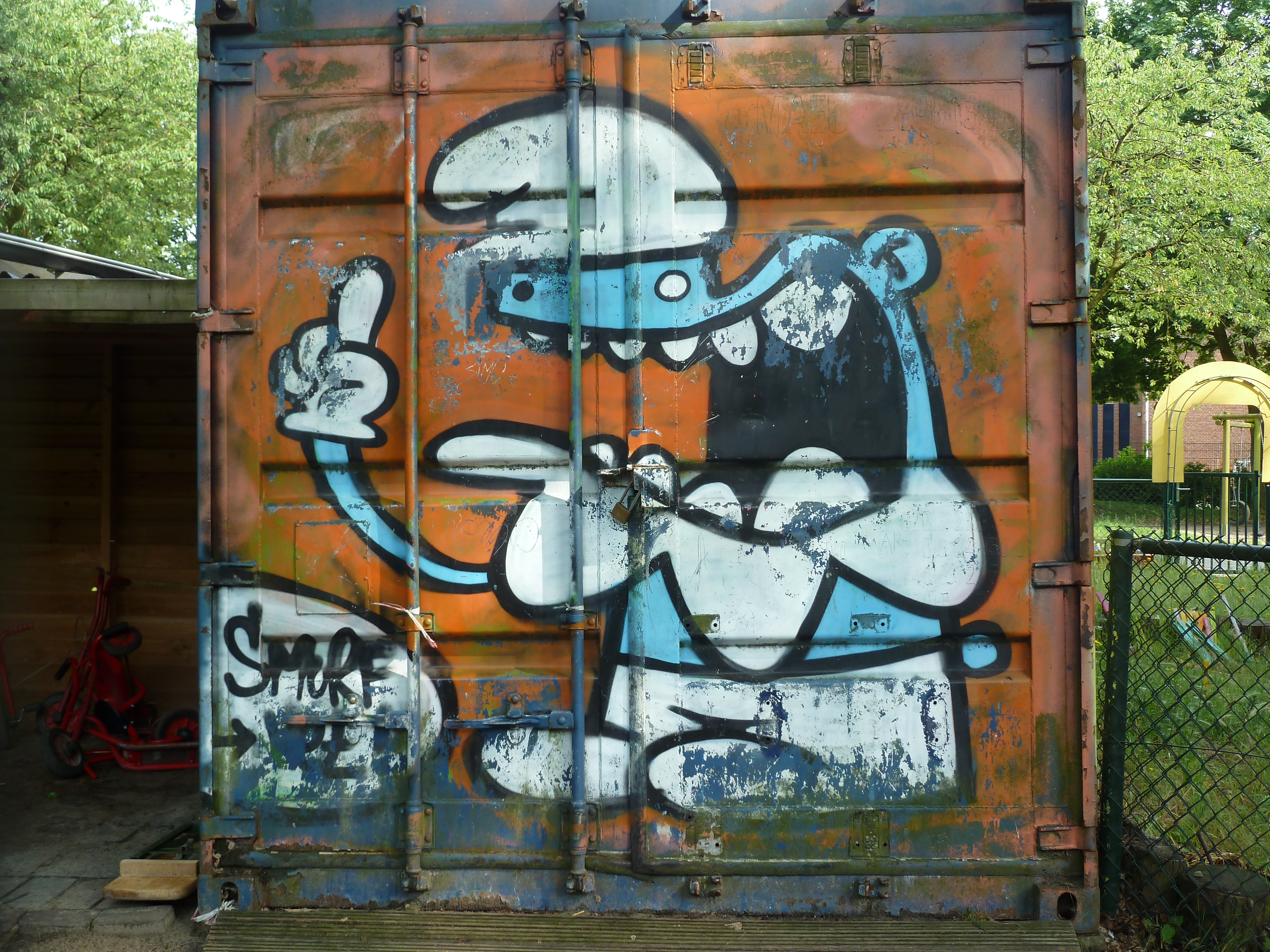
Kabouter als smurf, Noordsepark
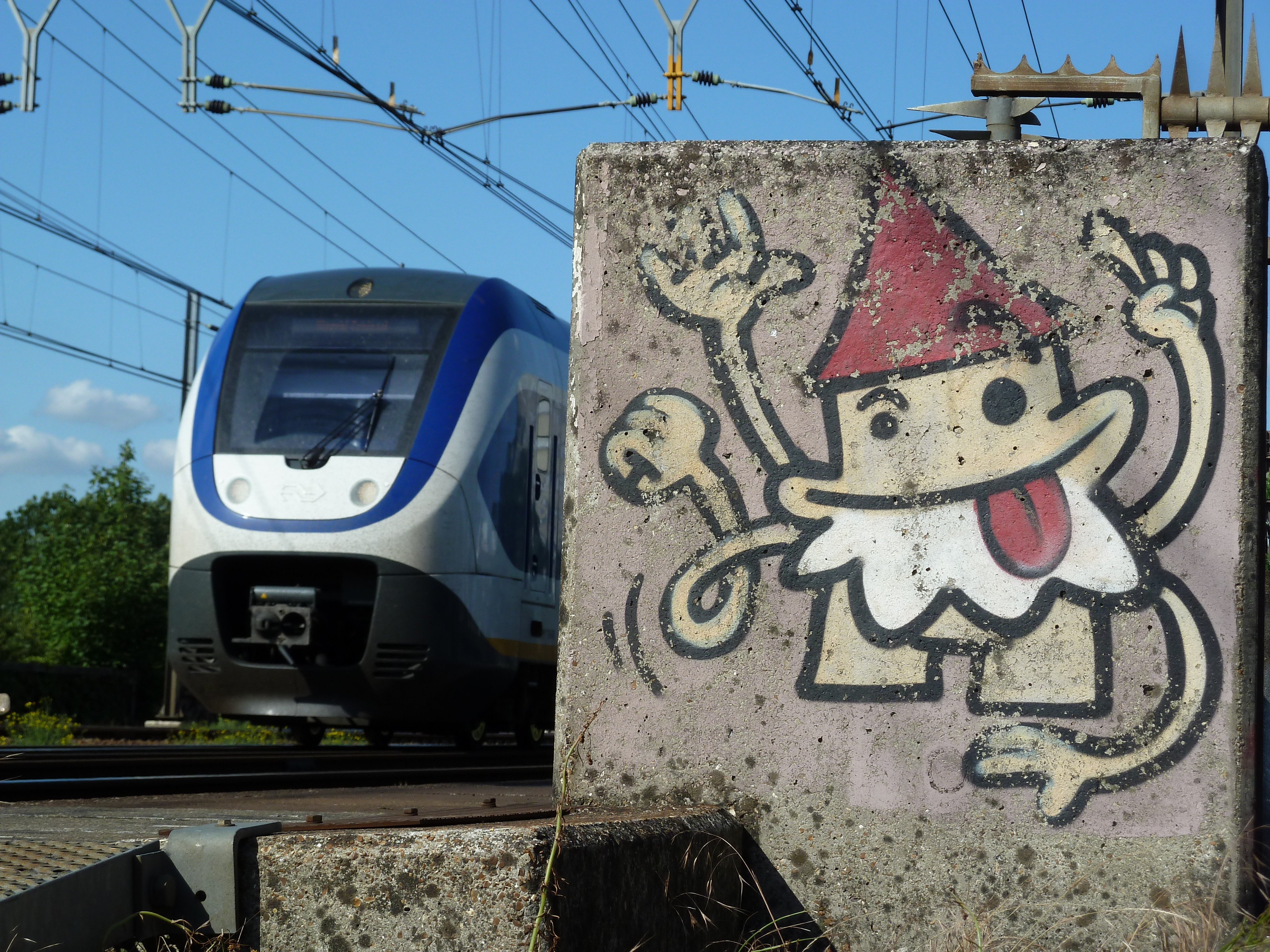
De Utrechtse kabouter wijst de treinen de weg op de Centraalspoorweg
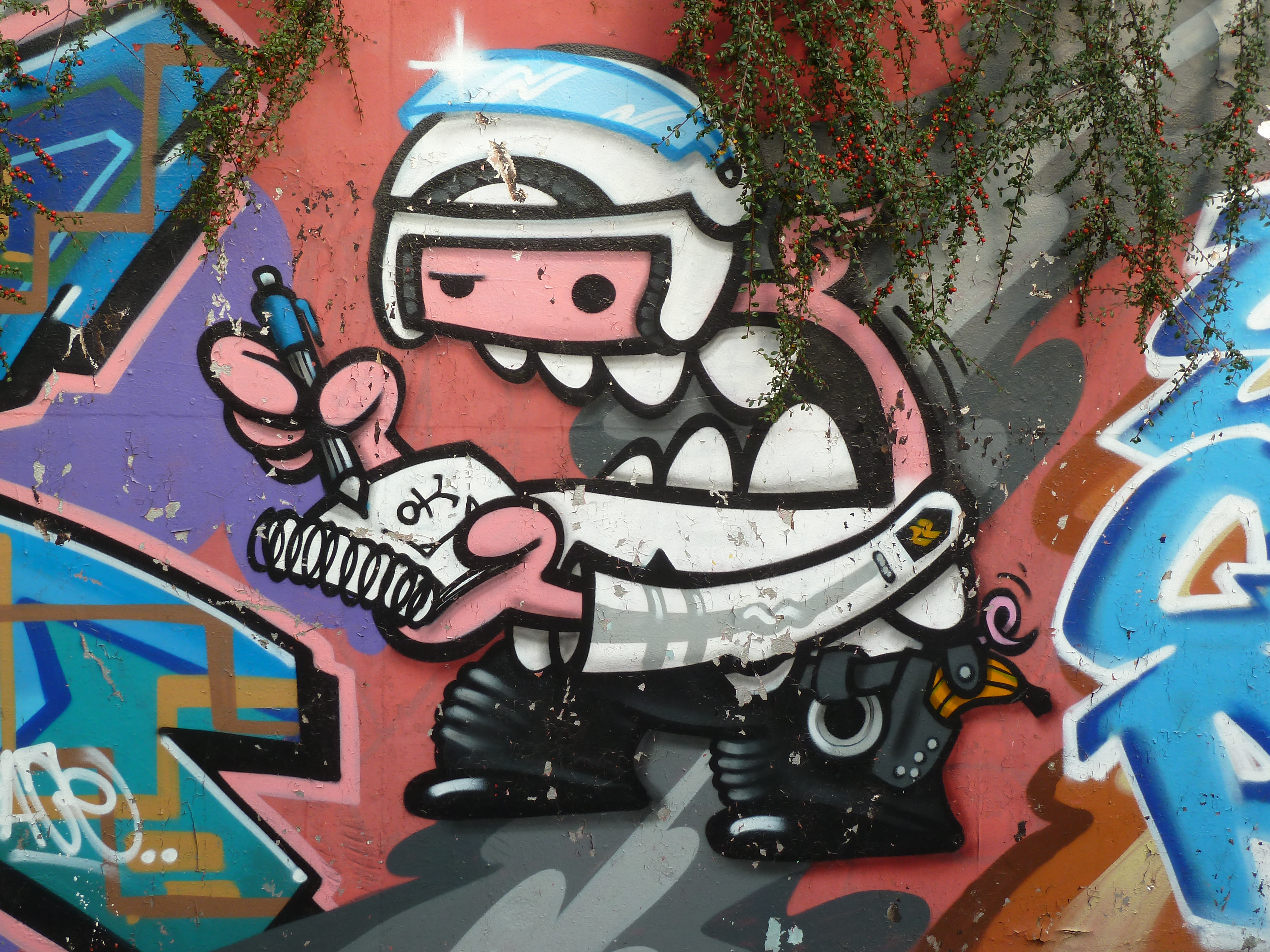
Kabouter, politieagent of varken?